# Tösse med Tydje församling
Tösse med Tydje församling var en församling i Karlstads stift och i Åmåls kommun. Församlingen uppgick 2010 i Åmåls församling.

## Administrativ historik
Församlingen har medeltida ursprung under namnet Tösse församling. Det nuvarande namnet antogs den 30 december 1910, efter att Tydje församling vid en tidpunkt mellan 1867 och 1870 införlivats. 
Församlingen var till 1885 moderförsamling i pastoratet Tösse, Tydje (till sammanslagningen)  och Ånimskog för att därefter utgöra ett eget pastorat. Från 1962 till en tidpunkt före 2006 var församlingen moderförsamling i pastoratet Tösse med Tydje och Ånimskog för att därefter till 2010 vara annexförsamling i pastoratet Åmål, Mo, Tösse med Tydje och Ånimskog. Församlingen uppgick 2010 i Åmåls församling.

## Kyrkor
- Tösse kyrka
- Tösse gamla kyrka